# Theridion genistae
Theridion genistae är en spindelart som beskrevs av Simon 1873. Theridion genistae ingår i släktet Theridion och familjen klotspindlar. Utöver nominatformen finns också underarten T. g. turanicum.